# عطور كارون
عطور كارون (بالفرنسية: Parfums Caron)‏
هي دار عطور فرنسية تأسست عام 1904 على يد إرنست دالتروف. خلال مسيرتها، أُنتج العديد من عطور كارون. إستحوذت شركة كاتليا على العلامة التجارية التي تتخذ من لوكسمبورغ مقرًا لها منذ عام 2019.

## التأسيس
أسس إرنست دالتروف (1867–1941) دار كارون عام 1904، واختار اسمًا قصيرًا يسهل تذكره بعدة لغات مع الحفاظ على ارتباطه بفرنسا. افتتح الدار أولًا في 10 شارع دي لا بيه في باريس.
التقى دالتروف في عام 1906 بفليسي وانبوي (1874–1967)، وهي قبعاتية شابة كانت تعمل أيضًا في شارع دي لا بيه، وعرّفته على عملائها، ثم أصبحت شريكته في العمل وملهمته. تولى دالتروف ابتكار العطور، بينما صممت وانبوي القوارير.
وزعت الدار العطور والبودرة العطرية عبر شبكة من المتاجر الباريسية، ودخلت السوق الأمريكية في وقت مبكر عام 1923.

## العطور
أطلق أول عطر شهير للدار، نارسيس نوار (1911)، وحقق شهرة في هوليوود، حيث ذُكر اسمه في فيلم Sunset Boulevard خلال خمسينيات القرن العشرين على لسان الممثلة غلوريا سوانسون. يشير عنوان فيلم Black Narcissus الصادر عام 1947 إلى هذا العطر تحديدًا.
أطلق دالتروف عام 1917 عطر N'Aimez Que Moi في شكل بودرة معطرة، موجهًا للفتيات المنتظرات عودة أحبائهن من الحرب. بعد نهاية الحرب العالمية الأولى عام 1919، ومع اكتشاف النساء متعة تدخين التبغ، ابتكر كارون عطر تاباك بلوند. استلهم دالتروف عطر إن أفيون عام 1932 من مغامرات الطيارات الأوائل.
مع تزايد اهتمام النساء بالرياضة والسرعة، صمم دالتروف عطرًا خفيفًا وحيويًا يعكس نمط الحياة الجديد، وأطلق فلور دو روكايل عام 1933، معبرًا عن أنوثة ثلاثينيات القرن العشرين الحديثة.
في عام 1934، وخلافًا للعادة التي اقتصرت فيها العطور الرجالية على الكولونيا، أطلق دالتروف عطر بور أون أوم موجهًا خصيصًا للرجال.
بعد الحرب العالمية الثانية، طرحت فليسي وانبوي عطر بوافغ عام 1954. أسندت كارون في بعض الأحيان إنتاج زجاجات العطور إلى ورشات مثل باكارا وداوم. برزت الدار أيضًا بإنتاج بودرة سائبة معطرة برائحة الورد البلغاري، بومبون بودغ.

## الأعمال
تُعد كارون واحدة من أقدم دور العطور الفرنسية المخصصة حصريًا لصناعة العطور.
دعا معرض برونكس الدولي للعلوم والفنون والصناعات بنيويورك عام 1918 إرنست دالتروف للمشاركة بجانب منافسه فرانسوا كوتي، حيث نال جائزة "الشركة الأكثر تقدمًا"، مما فتح له السوق الأمريكية خلال فترة ما بين الحربين.
أنشأ دالتروف عام 1923 فرعًا في نيويورك باسم "شركة كارون"، وافتتح متجرًا في الجادة الخامسة ومصنعًا خارج المدينة. بحلول عام 1925، كانت ثلاثة أرباع مبيعات كارون تأتي من الولايات المتحدة.
انتقل دالتروف إلى نيويورك عام 1939، وترك إدارة العمليات في فرنسا لفليسي وانبوي. تعرضت الشركة خلال الاحتلال الألماني في الحرب العالمية الثانية لضرائب باهظة، وكادت تواجه المصادرة عام 1941.
بعد نهاية الحرب، نقلت وانبوي، بمشاركة زوجها جان بيرغو والعطّار ميشيل مورسيتي، مقر كارون إلى موقع فاخر مزين من قبل ميزون جانسن في 10 ساحة فاندوم. عند تقاعدها عام 1962، استحوذت مجموعة ريفيون فرير على الشركة. عمد جان بول إلكان، رئيس الشركة، إلى بيع صالونات فاندوم وتقليل من مكانة العلامة، رغم بقائها بملكية فرنسية رغم محاولة روبينز من فرجينيا الاستحواذ على 80,000 سهم.
تولى هنري بيرتران، القادم من دار جان باتو، إدارة كارون عام 1979، وسعى لإعادة العلامة إلى قيمها الأصلية، وافتتح متجرًا في جادة مونتين. في عام 1986، أثناء اندماج ريفيون-كورا، لم يرغب المساهمون في دعم هذا التوجه الراقي.
بيع كارون عام 1997 لشركة إل تي بيفر، ثم استحوذت عليه مجموعة أليس جروب عام 1998، حيث أعادت تحديث بعض العطور، ركزت على الجودة والمكونات الطبيعية، وافتتحت متاجر قرب قصر الإليزيه في باريس والجادة الخامسة في نيويورك، مستهدفة أيضًا أسواق الشرق الأوسط وروسيا.
نهاية عام 2018، بيعت كارون إلى كاتليا فاينانس. حصلت الدار على تصنيف "شركة تراث حي" من الحكومة الفرنسية، وتعد عضوًا في لجنة كولبير.